# Нижняя Покровка (Саратовская область)
Нижняя Покровка — село в Перелюбском районе Саратовской области.
Население - 599 (2010)
Село расположено в южной части района, на реке Камелик, до районного центра 33 км. Входит в состав Нижнепокровского сельского поселения, является его центром.

## История
Современная Нижняя Покровка образована в результате слияния двух населённых пунктов - Нижней Покровки (также Новая Покровка, Новопокровка, ныне западная часть села) и Средней Покровки (восточная часть). Нижняя Покровка была основана в основана в 1886 году на арендованных казённых землях крестьянами-переселенцами из Черниговской, Харьковской, Полтавской, Тамбовской и Пензенской губерний. Новообразованное село изначально называлось Новой Покровкой, после появления выше по течению Камелика в 1887 и 1890 годах ещё двух Покровок, все три населённых пункта получили приставки, отображающие их географическое положение по отношению друг к другу. Средняя Покровка заселена в 1887 году переселенцами из всё тех же губерний. Помимо украинцев в новую деревню приехали также русские и мордва.
Нижняя Покровка значится в Списке населённых мест Самарской губернии 1900 года как волостное село Нижне-Покровской волости Николаевского уезда. Согласно источнику население села составляли русские и малороссы, православные, всего 440 жителей (по состоянию на 1897 год), за сельским обществом числилось 1304 десятины удобной арендованной у казны земли, в селе имелись церковь и волостное правление. Средняя Покровка была крупнее Нижней. Население Средней Покровки составляло 920 жителей, земельный надел составлял 1784 десятины земли, имелись 3 ветряные мельницы
Согласно Списку населённых мест Самарской губернии 1910 года Нижнюю Покровку населяли бывшие государственные крестьяне, преимущественно малороссы, православные, 239 мужчин и 242 женщины, в селе имелась церковь, школа, волостное правление, фельдшерский пункт, мельница с нефтяным двигателем, проводились 3 ярмарки; Среднюю Покровку населяли также бывшие государственные крестьяне, преимущественно великороссы и малороссы, 725 мужчин и 641 женщина, в деревне  имелась земская школа.
После революции в Нижней Покровке был образован первый Совет. В начале 1918 года крестьяне делили землю и сохраняли в разгоравшейся гражданской войне нейтралитет. Одновременно в селе был создан красногвардейский отряд из бывших фронтовиков. В конце лета власть в волисполкоме захватило местное кулачество, которое арестовало коммунистов и распустило красный отряд. В начале осени в село с боем вступили два полка под командованием В. И. Чапаева, который объявил мобилизацию всех здоровых мужчин 1873–1897 годов рождения, из которых был сформирован 2-й Гарибальдийский кавалерийский полк, который сразу принял участие в походе на Уральск. После тщетных попыток прорвать фронт казаков, 20 октября Чапаев отступил со своими отрядами обратно к Покровкам. Долгое время Нижняя Покровка вместе с оставшимся в ней штабом красных продолжала находиться в прифронтовой зоне и регулярно подвергалась набегам казаков. В конце июля – начале августа жители Нижней Покровки поддержали зелёное восстание в селе Грачёв Куст, которое быстро охватило большинство окрестных сёл. Вновь гражданская война пришла в село в 1921 году. 15 марта в Нижнюю Покровку зашли зелёные отряды Аистова и Курова (восстание Сарафанкина), к которым примкнуло большинство местных мужчин. Осенью того же года начался голод, осложнявшийся эпидемиями тифа, холеры и оспы. На помощь голодающему населению Покровок пришла Американская администрация помощи (ARA)
В 1926 году в Средней Покровке появилось первое в районе хозяйство-пятидворка, объединившее местную бедноту. Первая пятидворка Нижней Покровки появилась в 1928 году и получила название "Красная нива". Просуществовала она в итоге год. Также в селе была коммуна "Путь к социализму". В 1929 году хозяйства села передали в укрупнённое производственно-кустовое объединение №4. В 1934 году коммуна влилась в состав колхоза имени Чапаева. В 1933 году в Нижнюю Покровку переехала Кучумбетовская МТС (сохранившая при этом своё название). В 1937 году руководящий состав МТС был репрессирован. В 1940 году Нижне-Покровская школа была преобразована в среднюю.
В период Великой Отечественной войны 123 жителя двух Покровок пали в боях за свободу Родины. В послевоенные годы Средняя Покровка была присоединена к Нижней. Кучумбетовская МТС проработала до 1958 года.

## Население
| Население        | 1897 | 1910 | 1926 | 2002 |
| ---------------- | ---- | ---- | ---- | ---- |
| Нижняя Покровка  | 440  | 481  | 545  | 870  |
| Средняя Покровка | 920  | 1366 | 670  | 870  |

| 2002 | 2010 |
| ---- | ---- |
| 870  | ↘599 |